# Deilinos
Deilinos (Deilini) é uma tribo de coleópteros da subfamília Cerambycinae.

## Sistemática
- Ordem Coleoptera
  - Subordem Polyphaga
    - Infraordem Cucujiformia
      - Superfamília Chrysomeloidea
        - Família Cerambycidae
          - Subfamília Cerambycinae
            - Tribo Deilini Fairmaire, 1864
              - Gênero Deilus Audinet-Serville, 1834
              - Gênero Eburophora White, 1855
              - Gênero Schizopleurus Lacordaire, 1869
              - Gênero Telocera White, 1858